# Baudreville
|  | Per a altres significats, vegeu «Baudreville (Eure i Loir)». |

Baudreville és un municipi francès al departament de la Mànega de la regió de Normandia. L'any 2007 tenia 84 habitants.

## Demografia
El 2007 la població de fet de Baudreville era de 84 persones.
La població ha evolucionat segons el següent gràfic:

### Habitatges
El 2007 hi havia 68 habitatges, 40 eren l'habitatge principal de la família, 24 eren segones residències i 3 estaven desocupats. Tots els 68 habitatges eren cases. Dels 40 habitatges principals, 37 estaven ocupats pels seus propietaris i 3 estaven llogats i ocupats pels llogaters; 11 tenien tres cambres, 10 en tenien quatre i 19 en tenien cinc o més. 30 habitatges disposaven pel capbaix d'una plaça de pàrquing. A 15 habitatges hi havia un automòbil i a 22 n'hi havia dos o més.

## Economia
El 2007 la població en edat de treballar era de 53 persones, 39 eren actives i 14 eren inactives. L'any 2000 a Baudreville hi havia 10 explotacions agrícoles que ocupaven un total de 270 hectàrees.

## Poblacions properes
El següent diagrama mostra les poblacions més properes.